# Vieuvicq
Vieuvicq és un municipi francès, situat al departament de l'Eure i Loir i a la regió de Centre – Vall del Loira. L'any 2007 tenia 447 habitants.

## Demografia

### Població
El 2007 la població de fet de Vieuvicq era de 447 persones. Hi havia 166 famílies, de les quals 29 eren unipersonals (12 homes vivint sols i 17 dones vivint soles), 62 parelles sense fills, 71 parelles amb fills i 4 famílies monoparentals amb fills.
La població ha evolucionat segons el següent gràfic:
Habitants censats

### Habitatges
El 2007 hi havia 224 habitatges, 166 eren l'habitatge principal de la família, 38 eren segones residències i 20 estaven desocupats. Tots els 223 habitatges eren cases. Dels 166 habitatges principals, 143 estaven ocupats pels seus propietaris, 16 estaven llogats i ocupats pels llogaters i 7 estaven cedits a títol gratuït; 7 tenien dues cambres, 26 en tenien tres, 48 en tenien quatre i 85 en tenien cinc o més. 158 habitatges disposaven pel capbaix d'una plaça de pàrquing. A 56 habitatges hi havia un automòbil i a 94 n'hi havia dos o més.

### Piràmide de població
La piràmide de població per edats i sexe el 2009 era:
| Homes | Edats   | Dones |
| ----- | ------- | ----- |
| 0     | 95 o +  | 0     |
| 0     | 90 a 94 | 8     |
| 0     | 85 a 89 | 0     |
| 4     | 80 a 84 | 4     |
| 0     | 75 a 79 | 4     |
| 16    | 70 a 74 | 8     |
| 8     | 65 a 69 | 20    |
| 0     | 60 a 64 | 4     |
| 4     | 55 a 59 | 0     |
| 16    | 50 a 54 | 0     |
| 20    | 45 a 49 | 12    |
| 12    | 40 a 44 | 20    |
| 40    | 35 a 39 | 24    |
| 12    | 30 a 34 | 24    |
| 4     | 25 a 29 | 16    |
| 16    | 20 a 24 | 0     |
| 16    | 15 a 19 | 16    |
| 20    | 10 a 14 | 12    |
| 28    | 5 a 9   | 8     |
| 24    | 0 a 4   | 20    |

## Economia
El 2007 la població en edat de treballar era de 277 persones, 222 eren actives i 55 eren inactives. De les 222 persones actives 209 estaven ocupades (119 homes i 90 dones) i 13 estaven aturades (6 homes i 7 dones). De les 55 persones inactives 17 estaven jubilades, 13 estaven estudiant i 25 estaven classificades com a «altres inactius».

### Ingressos
El 2009 a Vieuvicq hi havia 171 unitats fiscals que integraven 446,5 persones, la mediana anual d'ingressos fiscals per persona era de 18.816 €.

### Activitats econòmiques
Dels 18 establiments que hi havia el 2007, 1 era d'una empresa de fabricació d'altres productes industrials, 5 d'empreses de construcció, 3 d'empreses de comerç i reparació d'automòbils, 2 d'empreses de transport, 1 d'una empresa d'informació i comunicació, 3 d'empreses de serveis i 3 d'empreses classificades com a «altres activitats de serveis».
Dels 5 establiments de servei als particulars que hi havia el 2009, 1 era un guixaire pintor, 2 fusteries, 1 lampisteria i 1 electricista.
L'any 2000 a Vieuvicq hi havia 18 explotacions agrícoles que ocupaven un total de 1.680 hectàrees.

## Equipaments sanitaris i escolars
El 2009 hi havia una escola elemental integrada dins d'un grup escolar amb les comunes properes formant una escola dispersa.

## Poblacions més properes
El següent diagrama mostra les poblacions més properes.